# Quercus aculcingensis
Quercus aculcingensis är en bokväxtart som beskrevs av William Trelease. Quercus aculcingensis ingår i släktet ekar, och familjen bokväxter. Inga underarter finns listade.